# توماس شادبورن
توماس شادبورن (بالإنجليزية: Thomas Chadbourne)‏ هو محامي أمريكي، ولد في 21 مارس 1871، وتوفي في 15 يونيو 1938.